# Peter Yates
Peter Yates (født 24. juli 1929, død 9. januar 2011) var en engelsk filminstruktør og -producer. Han er blandt andet kendt for filmene Manden bag kuppet, Bullitt og Påklæderen.
Peter Yates var assistent for Tony Richardson i 1950'erne, inden han debuterede i 1963 med Cliff Richard-filmen Summer Holiday. Han blev nomineret til fire Oscars for de to film Udbrud (1979) og Påklæderen (1983) som instruktør og producer.

## Filmografi
- Summer Holiday (1963)
- One Way Pendulum (1965)
- Manden bag kuppet (1967)
- Bullitt (1968)
- Koroshi (1968)
- John og Mary (1969)
- Murphy går i krig (1971)
- 4 uheldige helte (1972)
- Skyd, Eddie (1973)
- Pjattet med Pete (1974)
- For fuld udrykning (1976)
- Drama i dybet (1977)
- Udbrud (1979)
- Krull (1983)
- Påklæderen (1983)
- Eleni (1985)
- Under mistanke (1987)
- Mistænkt (1988)
- Tre år i helvede (1989)
- Year of the Comet (1992)
- Roommates (1995)
- The Run of the Country (1995)
- Curtain Call (1998)